# Organización Mundial de Scouts Independientes
La Organización Mundial de Scouts Independientes o World Organization of Independent Scouts (WOIS) es una organización internacional de scouts de escultismo tradicional. Pretende continuar el movimiento de Baden Powell de una forma elemental, con una administración básica e igualitaria, en mayor contacto con la naturaleza y accesible para niños de pocos recursos.

## Miembros
- Argentina:   Asociación Nacional Civil Argentina de Scouts Independientes
- Brasil: Federação dos Escoteiros tradicionais Brasil
- Chile: Agrupación de Guías y Scouts Cristianos de Chile, Federación Nacional de Boy Scouts y Girl Guides de Chile, Confederación de Girl Guides y Boy Scouts de Chile
- Colombia: Corporación Colombiana de Escultismo tradicional
- México: Scouts México Nuevo Rumbo A.C.,  http://www.scoutsnuevorumbo.org , Hermandad de Scouts Independientes de Mexico A. C,
- Nepal: Nepal Peace Scouts (Nepal Shanti Scouts)
- Paraguay: Baden Powell Scout of Paraguay, Unión de Scouts Navales y Aeronavales del Paraguay
- Perú: Asociación Nacional Scouts Independientes - Perú
- : Trakya İzciler Birliği Federasyonu
- Uruguay: Scouts de Uruguay
- Venezuela: Asociación de Scouts Independientes de Venezuela
- Estados Unidos de América. Grupos en Helena, Bismarck, Madison e Indianápolis.
- Canadá. Hawks group.Midland.
- Ecuador: Asociación Ecuatoriana de Scouts

## Emblema
La insignia de membresía para los jóvenes es un blanco Flor de lis con dos estrellas de cinco puntas de color azul sobre un fondo azul. La insignia de membresía para adultos es de un azul Flor de lis sobre un fondo blanco.

## Bandera
Dimensiones de la Bandera:
Alto: 1,20 cm
Ancho: 1,80 cm
Colores Pantone
Primer Color Blanco
Segundo Color Azul: 3035 C

## Historia
La Organización Mundial de Scouts Independientes fue fundada por antiguos miembros de la Federación Mundial de Scouts Independientes (WFIS) que quisieron regresar al escultismo tradicional en condiciones de viabilidad presupuestal para las unidades. Actualmente tiene aproximadamente 450 grupos en más de 20 países. Por sus características administrativas y económicas cada vez crece más en el mundo.

## División de Regiones
La Organización Mundial de Scouts Independientes (WOIS) se divide en las siguientes regiones:
- Región Africana
- Región Americana
- Región Europea
- Región Árabe
- Región Asia Pacífico
- Región Oceanía

## Moot Mundial
| Año  | Número               | Lugar   | País      |
| ---- | -------------------- | ------- | --------- |
| 2016 | 1° Moot Mundial WOIS | Caracas | Venezuela |